# Eva Janko
Eva Janko (Austria, 24 de enero de 1945) es una atleta austriaca retirada, especializada en la prueba de lanzamiento de jabalina en la que llegó a ser medallista de bronce olímpica en 1968.

## Carrera deportiva
En los JJ. OO. de México 1968 ganó la medalla de bronce en el lanzamiento de jabalina, llegando hasta los 58.04 metros, tras la húngara Angéla Németh (oro) y la rumana Mihaela Peneş (plata con 89.92 m).